# Northfleet (schip, 1853)
De Northfleet was een Brits volschip dat vooral bekendheid verwierf doordat het in januari 1873 zonk in het Kanaal.
De Northfleet was een zogenoemd Blackwall-fregat van 951 bruto registerton (netto 895 ton) en mat 55 bij 10 meter en had een diepgang van 6 meter. Het schip werd in 1853 gebouwd op de scheepswerf van de Britse havenplaats Northfleet voor de Londense scheepseigenaar Duncan Dunbar en werd gedurende het grootste deel van haar leven ingezet voor de handel tussen Engeland en Australië en tussen Engeland, Brits-Indië en China.
In 1872 was het schip in eigendom van John Patton (jr.) uit Londen. Dat jaar werd ze ingezet voor het vervoer van arbeiders en hun gezinnen en 340 ton ijzeren spoor en 240 ton aan andere materialen voor de bouw van een spoorlijn in Tasmanië. Het schip stond onder het bevel van kapitein Edward Knowles.

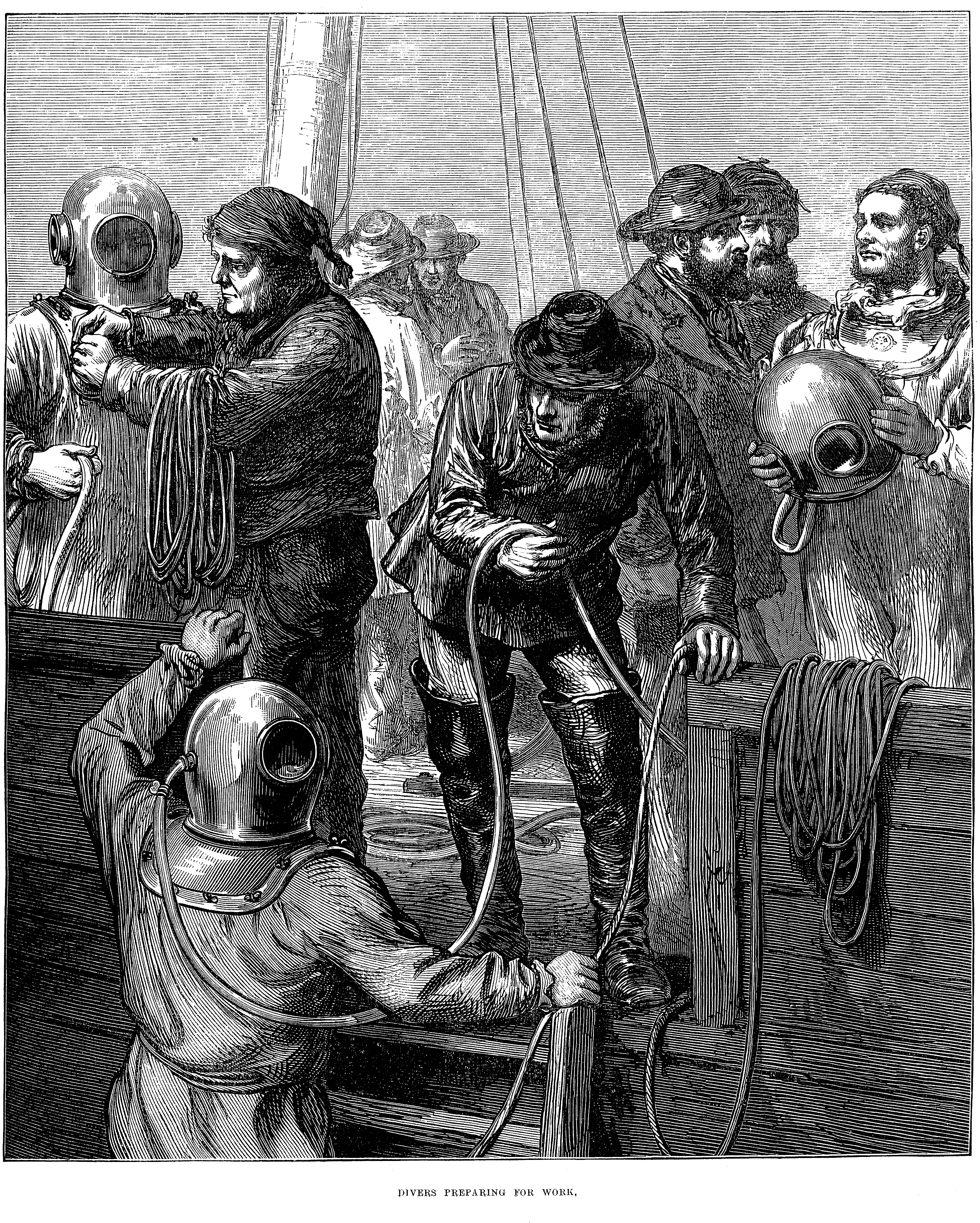
Duikers bereiden zich voor om te gaan zoeken naar lichamen in het wrak (The Illustrated London News, 6 februari 1873)

Op 13 januari 1873 verliet het schip de haven van de Britse stad Gravesend om haar vracht af te leveren in Hobart. Aan boord waren 379 personen, waaronder 34 bemanningsleden, drie kajuitpassagiers en een paar honderd emigranten; 248 mannen, 42 vrouwen en 52 kinderen. Door slecht weer werd het schip gedwongen om voor anker te gaan op diverse plekken alvorens zij het Kanaal kon verlaten en in de nacht van 22 januari ging ze voor anker op ongeveer 5 kilometer van Dungeness. Rond 10.30 in de avond werd ze geramd door een stoomboot die vervolgens weer wegvoer in de duisternis. De zwaarbeladen Northfleet werd echter lek geslagen en zonk binnen een half uur, nog voor schepen in de buurt doorhadden dat er iets aan de hand was. In de erop volgende paniek verdronken 293 mensen. Van de vrouwen aan boord overleefden alleen de kapiteinsvrouw en een emigrante het drama samen met slechts twee van de kinderen. Slechts twee reddingsboten wisten op tijd het zinkende schip te verlaten; een zonder peddels en de andere was beschadigd. De kapitein ging onder met zijn schip.
De veroorzaker van het drama bleek het Spaanse stoomschip Murillo te zijn. Het schip werd aangehouden op 22 september 1873, 8 maanden na de aanvaring. Een admiraliteitsraad veroordeelde haar om te worden verkocht en veroordeelde haar officieren zwaar.